# Mar Massanell i Messalles
Mar Massanell i Messalles   (Vilafranca del Penedès, 22 d'abril de 1970) és una filòloga catalana, membre de l'Institut d'Estudis Catalans.
Ha treballat com a professora al Departament de Filologia Catalana de la Universitat Autònoma de Barcelona i com a professora dels Estudis d'Humanitats i Filologia de la UOC. S'ha especialitzat en lingüística diacrònica, geolingüística i en la llengua estàndard.
Ha publicat diversos llibres de divulgació, entre els quals destaquen No m’à romasa sinó la honestat. Rere la petja d’una innovació lingüística en el pas del català antic al modern (PAM, 2020) i Dialectologia catalana. Aproximació pràctica als parlars catalans (UB/UA/UV, 2015), en coautoria amb Joan Veny.
El seu llibre «Feve temps que no diva tants verbs!» Manteniment i transformació de paradigmes verbals en el català nord-occidental del tombant de segle (PAM, 2012) va rebre el Premi Prat de la Riba 2016 de l’Institut d’Estudis Catalans.
Va pronunciar el discurs inaugural 2022-2023 de l'Institut d'Estudis Catalans, amb el títol «A vegades se mos apegue paraules que les sints a les notícies.» La recerca lingüística com a acte d’amor».